# إيفان ماركوني
إيفان خوسيه ماركوني (بالإسبانية: Iván José Marcone) هو لاعب كرة قدم أرجنتيني في مركز الوسط ولد في يوم 3 يونيو 1990 في مدينة بوينس أيرس، يلعب حالياً مع نادي بوكا جونيورز وسبق له اللعب مع أندية أرسنال ساراندي ونادي لانوس وكروز أزول وخيتافي، في سنة 2019 مثل منتخب الأرجنتين لكرة القدم لأول مرة. يبلغ طوله 183 سم.

## روابط خارجية
- إيفان ماركوني على موقع إي إس بي إن إف سي (الإنجليزية)
- إيفان ماركوني على موقع قاعدة بيانات كرة القدم.إي يو (الإنجليزية)
- إيفان ماركوني على موقع Soccerway.com (الإنجليزية)